# Tegula eiseni
Tegula eiseni är en snäckart som beskrevs av Jordan 1936. Tegula eiseni ingår i släktet Tegula och familjen pärlemorsnäckor. Inga underarter finns listade i Catalogue of Life.